# 多利尼亞內 (伊萬諾-弗蘭基夫斯克區)
49°25′30″N 24°24′45″E / 49.42500°N 24.41250°E
多利尼亞內（烏克蘭語：Долиняни），是烏克蘭西部伊萬諾-弗蘭科夫斯克州伊万诺-弗兰科夫斯克区罗哈廷市镇的村落。始建於1456年，面積17平方公里，2001年人口1,015，人口密度每平方公里59.7人。